# George Pérez

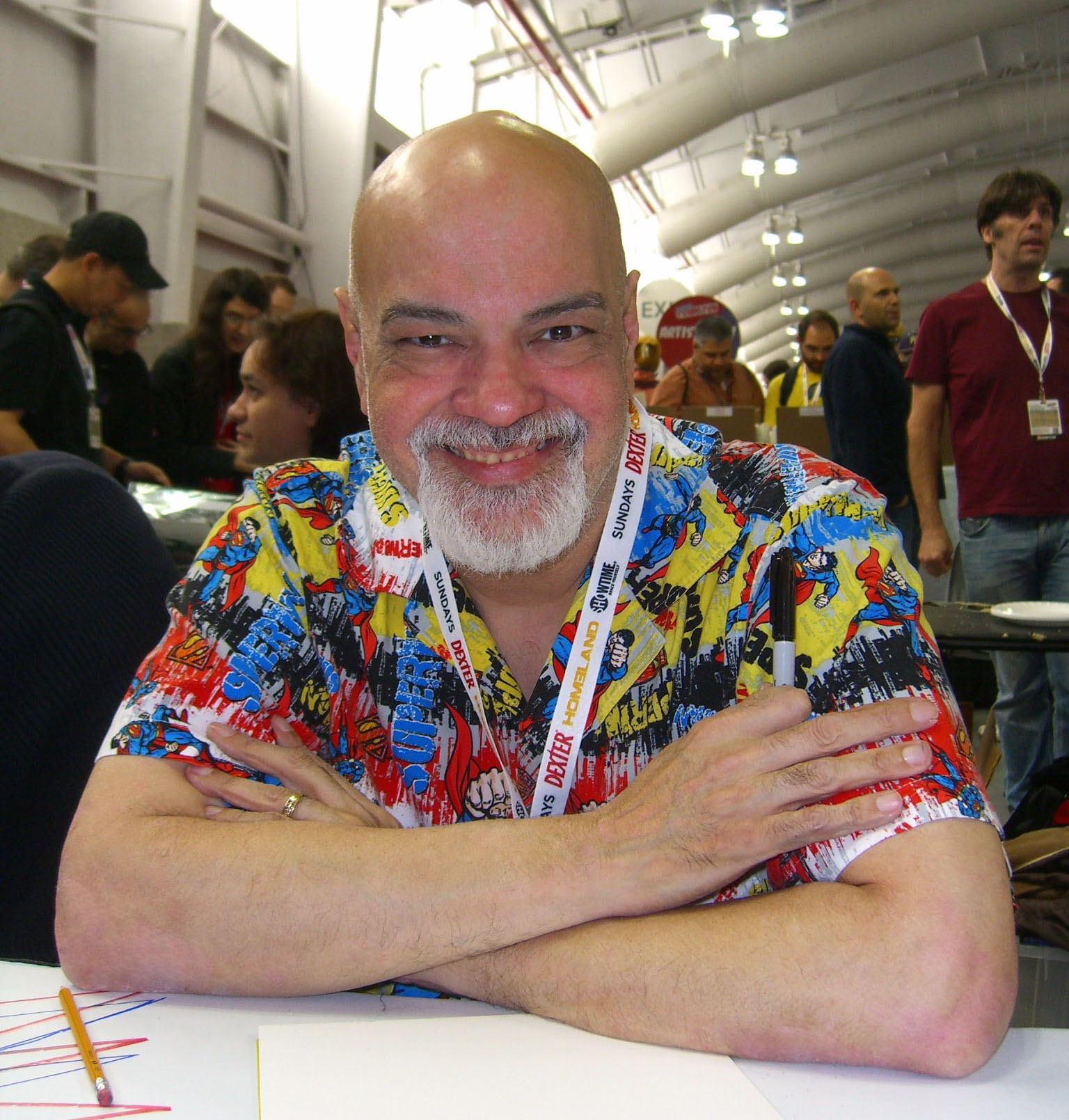
George Pérez (2012)

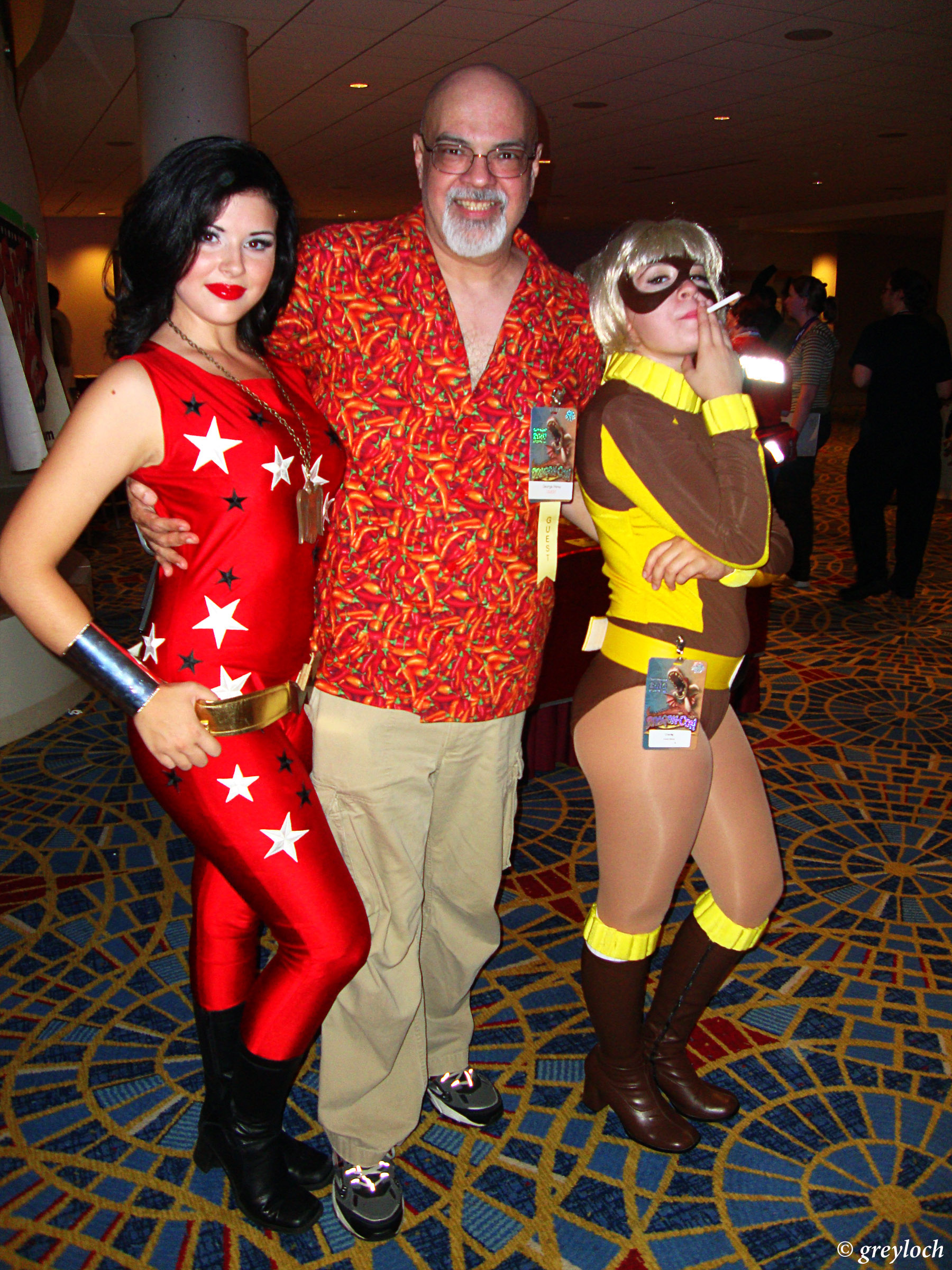
Pérez mit als Wonder Girl (links) und Terra (rechts) verkleideten Fans (2010)

George Pérez (* 9. Juni 1954 in New York City; † 6. Mai 2022 in Sanford, Florida) war ein US-amerikanischer Comiczeichner und -autor.

## Leben und Arbeit

### Anfänge und frühe Arbeiten
Pérez, der aus einer in den 1940er Jahren in die Vereinigten Staaten gekommenen puerto-ricanischen Einwandererfamilie stammt, wurde 1954 in New York City geboren, wo er in einem überwiegend von Immigranten bewohnten Teil der Bronx aufwuchs.
In den 1970er Jahren begann Pérez, der für seinen sauberen und dynamischen, realitätsnahen in seinen Anfängen an Jack Kirby geschulten Zeichenstil bekannt ist, als hauptberuflicher Comiczeichner zu arbeiten. Seine ersten Arbeiten legte er dabei für die Reihe Sons of the Tiger vor, die der Verlag Marvel Comics in der Comiczeitschrift Deadly Hands of Kung Fu veröffentlichte. Als Autor der von Pérez zu visualisierenden Geschichten fungierte dabei der arrivierte Schriftsteller Bill Mantlo. Gemeinsam mit Mantlo schuf Pérez zudem die fiktive Figur des Abenteurers White Tiger.
Erste größere Aufmerksamkeit erfuhr Pérez in den späteren 1970er Jahren als Zeichner der ebenfalls im Programm von Marvel Comics erscheinenden, erfolgreichen Superhelden-Serie The Avengers, die er beginnend mit der Ausgabe #141 einige Jahre lang illustrierte.
Eine weitere Arbeit für Marvel in den 1970ern war Pérezs Tätigkeit an der Serie Fantastic Four, die seine erste Zusammenarbeit mit seinem langjährigen künstlerischen Hauptpartner Marv Wolfman markierte. Ende des Jahrzehnts wechselte Pérez zu Marvels Konkurrenzverlag DC Comics, für den er zunächst als Zeichner an der Serie Justice League of America arbeitete, für die er vor allem von Gerry Conway verfasste Geschichten ins Bild setzte, bevor er gemeinsam mit Wolfman die neugestartete Serie The New Teen Titans übernahm.

### Pérez’ Arbeiten in den 1980er Jahren
New Teen Titans, DCs „Gegenprojekt“ zu der damals äußerst erfolgreichen X-Men-Serie von Marvel, wurde unter der Regie von Wolfman, der als Hauptautor der Serie agierte, und Pérez, der neben den Zeichnungen auch erstmals als Co-Autor auftrat, binnen kurzer Zeit zur populärsten und mit großem Abstand meistverkauften Serie im Verlagsprogramm von DC. Neben Wolfmans originellen Geschichten trugen dabei vor allem Pérez’ Zeichnungen, die den Geschmack des Massenpublikums der Zeit ideal trafen, zum Erfolg der Titans bei. Als Tuscher von Pérez’ Bleistiftzeichnungen trat dabei zumeist Romeo Tanghal auf.
Pérez, der neben John Byrne vielfach als der beliebteste und erfolgreichste US-amerikanische Comiczeichner der 1980er Jahre angesehen wird, wurde auf der Woge des Erfolges der Teen Titans 1984 mit der zeichnerischen Gestaltung der zwölfteiligen Maxiserie Crisis on Infinite Earths beauftragt, mit der der DC-Verlag sein 50-jähriges Bestehen zelebrierte. Diese Maxiserie, die Pérez gemeinsam mit Wolfman schrieb, wurde schließlich 1985/1986 veröffentlicht und erwies sich als ein großer finanzieller und künstlerischer Erfolg. Als Inker, die mit der tuschemäßigen Überarbeitung von Pérezs Zeichnungen betraut wurden, fungierten dabei Jerry Ordway und Dick Giordano.
Von 1987 bis 1992 betreute Pérez die neugestartete Serie um die Superheldin Wonder Woman, die er in Personalunion schrieb und zeichnete. Seine Neuinterpretation der streitbaren Amazone stieß dabei auf ein sehr positives Echo bei Fans und Kritikern und gilt bis heute als einer der Höhepunkte in der über 60-jährigen Veröffentlichungsgeschichte des Charakters. Parallel zu seiner Arbeit an Wonder Woman arbeitete Pérez zeitweise an den Serien New Teen Titans und Action Comics (#643-652), in der er Geschichten über den Ur-Superhelden, Superman, erzählte. Dabei agierte er abermals nicht bloß als Zeichner, sondern auch als Co-Autor von Marv Wolfman bzw. Roger Stern. Aufgrund seiner langen Auftragsliste konnte Pérez diese Arbeiten häufig nicht alleine fertigstellen, sondern musste sich von Zeichnern wie Tom Grummett, der ergänzende Bleistiftzeichnungen erledigte oder Brett Breeding, Kerry Gammill und Bob McLeod, die die tuschemäßige Überarbeitung besorgten, unterstützen lassen.

### Pérez’ Arbeiten in den 1990er Jahren
Nachdem Pérez sich 1992 mit DC über die künstlerische Richtung der Wonder-Woman-Serie und über das seiner Meinung nach unzureichende Marketing seiner Arbeit an ihr sowie aufgrund der seiner Meinung nach unzureichenden Würdigung des 50-jährigen „Geburtstages“ der Figur mit DC überworfen hatte, verließ er DC für mehrere Jahre, um für andere Verlage wie Marvel oder Malibu Comics zu arbeiten. Mit Marvel kam es zur gleichen Zeit im Zusammenhang mit Pérez’ Arbeit an der Miniserie Infinity Gauntlet – die Pérez nach vier von sechs Ausgaben abbrach und die dann von Ron Lim zu Ende geführt wurde – zu Komplikationen.
Für Malibu Comics zeichnete Pérez Break-Thru und Ultraforce, während er für Tekno Comix an I-Bots und für CrossGen an Soul arbeitete. Es folgten erneut Arbeiten für DC – für die er die Tuschearbeiten für eine dritte, von Dan Jurgens geschriebene und gezeichnete, Neuauflage des Teen-Titans-Titels erledigte (1996–1997), und für Marvel, für das er die von Peter David geschriebenen Serien Sachs and Violens und Hulk: Future Imperfect gestaltete. Es folgte ein mehrjähriger, zweiter Run an Marvels Superheldenklassiker The Avengers, für den Pérez von Kurt Busiek verfasste Geschichten illustrierte. Dieser Run gipfelte schließlich 2003 in dem verlagsübergreifenden Crossover JLA/Avengers, das seit den 1980er Jahren geplant gewesen war – und für das Pérez bereits damals über 20 Seiten gezeichnet hatte, bevor es aufgrund von Differenzen zwischen den Eignern der beiden beteiligten Superhelden-Gruppen, DC und Marvel, gestoppt worden war und erst mit knapp 20-jähriger Verspätung verwirklicht werden konnte.
Pérez’ Versuch, als unabhängiger Künstler Arbeiten im Selbstverlag zu publizieren, scheiterte im Gegensatz dazu.

### Spätere Arbeiten
Später arbeitete Pérez vor allem als Zeichner für diverse DC-Projekte wie die Miniserie Infinite Crisis und die Anthologieserie The Brave and the Bold.

## Werke

### Arbeiten für DC
- Action Comics #600, 643-652; Annual #2
- Adventures of Superman #457-459 (Autor), #461 (Tusche)
- The Brave and the Bold (Vol. 2) #1-Gegenwart
- Crisis on Infinite Earths #1–12
- History of the DC Universe #1–2
- Infinite Crisis #1-7 (Variantcover)
- JLA/Avengers #1–4
- Justice League of America #184–186, 192–197, 200
- The New Teen Titans (Vol. 1) #1–4, 6–40; Annual #1–2
- The New Teen Titans (Vol. 2) #1–5, The New Titans #50–61
- Teen Titans (Vol. 2) #1-15 (Inker)
- Superman #423 (Tusche)
- Superman: The Wedding Album
- Wonder Woman (Vol. 2) #1–62; Annual #1–2

### Arbeiten für Marvel
- Uncanny X-Men (Vol. 1) Annual #3
- The Avengers (Vol. 1) #141–162, 167–172, 194–196, 198–202; Annual #6, 8
- The Avengers (Vol. 3) #1–15, 18–25, 27–34; Annual 1998
- Crimson Plague #1–2
- Fantastic Four (Vol. 1) #164–167, 170–172, 176–178, 184–188, 191–192
- Hulk: Future Imperfect #1–2
- Infinity Gauntlet #1–4
- Sachs and Violens #1–4
- Silver Surfer (Vol. 3), #111-#123 (Autor)
- Youngblood Battlezone (Vol. 1) #2